# Periclimenaeus robustus
Periclimenaeus robustus är en kräftdjursart som beskrevs av Lancelot Alexander Borradaile 1915. Periclimenaeus robustus ingår i släktet Periclimenaeus och familjen Palaemonidae. Inga underarter finns listade i Catalogue of Life.